# Echinorhinus cookei
Echinorhinus cookei è uno squalo appartenente alla famiglia Echinorhinidae. In Inglese viene chiamato Prickly Shark, ovvero "squalo irritante", mentre in Italiano è comunemente chiamato Squalo Spinoso di Cook.

## Distribuzione e habitat
Questa specie è diffusa nel Pacifico, tra Hawaii, Taiwan, Nuova Zelanda, California, Cile e altre zone della costa occidentale Americana e della costa orientale Asiatica.

Abita generalmente i ripiani e i versanti oceanici, anche lungo i canyon sottomarini, spingendosi fino a -425 m. di profondità.

## Descrizione

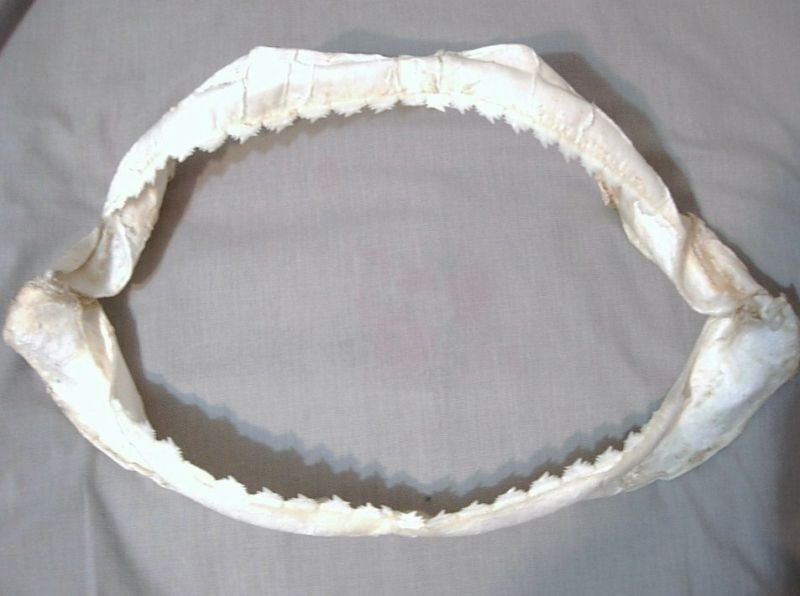
Mandibola di Echinorhinus cookei

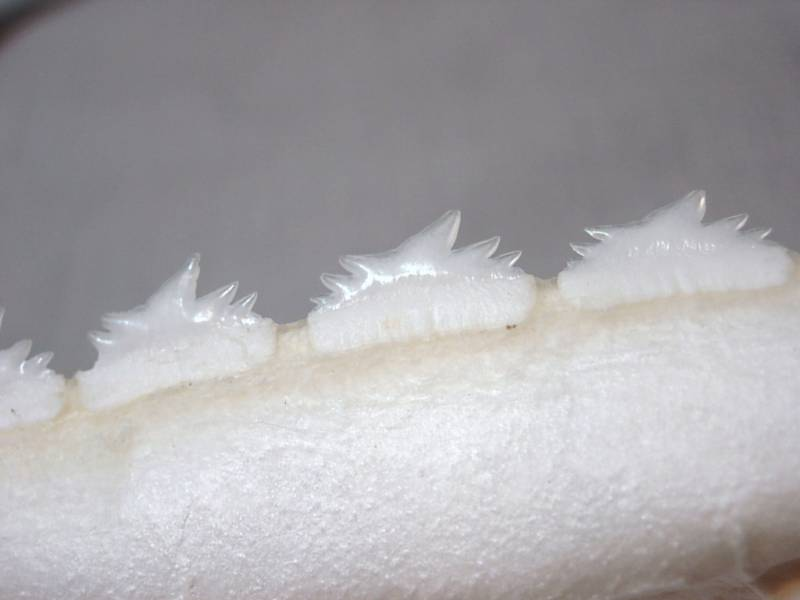
Particolare dei denti incastonati sulla mascella

Questo squalo è privo di pinna anale ma è dotato di due pinne dorsali collocate posteriormente lungo il dorso, in prossimità della coda. Il lobo superiore della pinna caudale è maggiore rispetto al lobo inferiore. Fisicamente è molto simile a Echinorhinus brucus, ma senza i dentelli dermali spinosi.

Può raggiungere una lunghezza massima di 4 metri.

## Riproduzione
La riproduzione è ovovivipara, con fino a 114 piccoli in una sola cucciolata.

## Alimentazione
Altri squali e pesci ossei sono il suo cibo abituale ma si nutre anche di polpi, calamari, e anche di uova di Scyliorhinidae.